# 1331 en santé et médecine
| Années de la santé et de la médecine : 1328 - 1329 - 1330 - 1331 - 1332 - 1333 - 1334    |
| Décennies de la santé et de la médecine : 1300 - 1310 - 1320 - 1330 - 1340 - 1350 - 1360 |

Cet article présente les faits marquants de l'année 1331 en santé et médecine.

## Événements

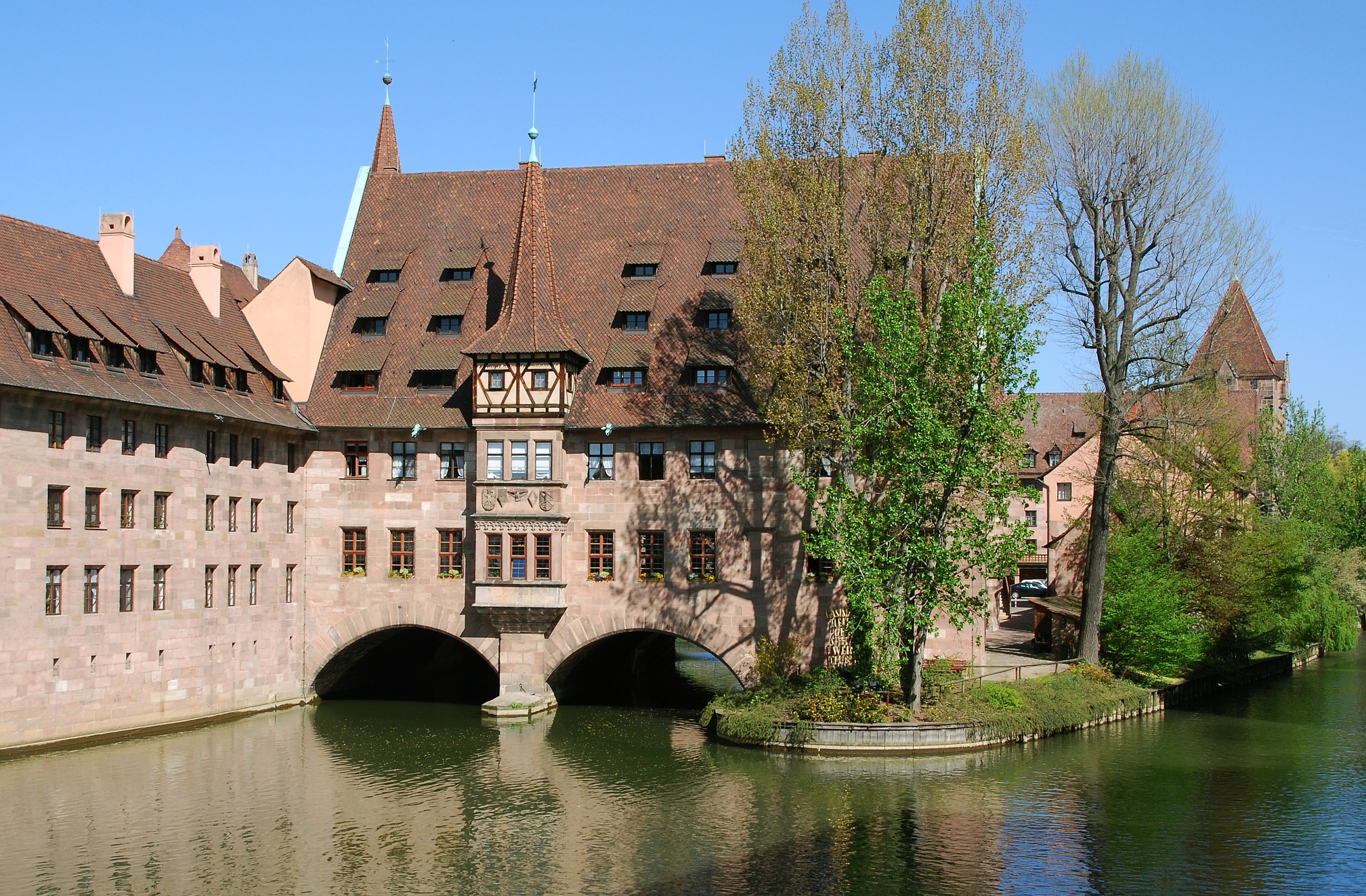
Nuremberg
Hôpital du Saint-Esprit

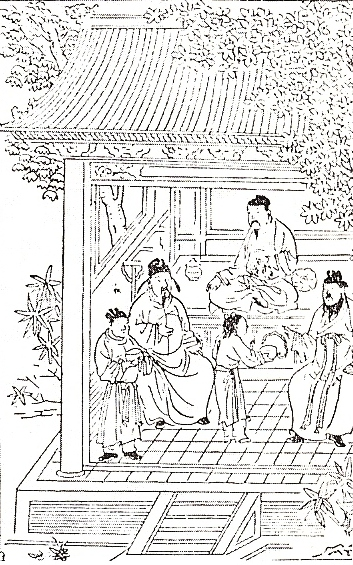
Hu Sihui
Principes
d'alimentation saine
Frontispice 1330-1331

- 20 juin : bulle du pape Jean XXII qui, érigeant en studium generale les écoles de Cahors, capitale du Quercy, fonde l'université de cette ville, dont la chaire de médecine sera créée l'année suivante, en 1332[1].
- Août : le roi Philippe VI de Valois fonde la faculté de médecine de Paris, « qui fait partie de l'université, mais [qui] n'a pas de lieu d'enseignement propre[2],[3] ».
- Henri, 3e comte de Lancastre et de Leicester, fonde l'hôpital de la Trinité (Trinity Hospital) à Leicester, en Angleterre, « pour venir en aide aux indigents et aux vieillards[4] ».
- Fondation de l'hôpital de l'abbaye bénédictine de Wülzbourg (de) près Wessembourg, ville libre du Saint-Empire[5].
- Enrad Fleinz fonde à Nuremberg, en Allemagne, l'hôpital du Saint-Esprit (Heilig-Geist-Spital), « hospice pour les femmes enceintes et les enfants trouvés[6] ».
- Une maladrerie est mentionnée à Klus (de), dans le Buchsgau, « petite ville forte avec péage et probablement droit de marché » réunie à Balsthal au début du XVe siècle[7].

## Publications
- Le médecin italien Barnabas da Reggio (1300-1365) compose à Mantoue un « régime de santé » (Libellus de conservatione sanitatis), qu'il dédie au condottiere Simone da Correggio, futur seigneur de Parme[8].
- 1330-1331 : Hu Sihui (en), médecin d'origine mongole, achève et présente à la cour impériale ses « Principes d'alimentation saine[9] » (Yinshan Zhengyao), traité de diététique qui « contient plusieurs centaines de recettes […] principalement thérapeutiques[10] ».

## Décès
- Vers 1331 : Jean Yperman (né vers 1260), chirurgien flamand.